# Vepris stolzii
Vepris stolzii là một loài thực vật có hoa trong họ Cửu lý hương. Loài này được I.Verd. miêu tả khoa học đầu tiên năm 1926.